# ماغي فاور فيدوت

ماجي فور فيدوت

ماغي فاور فيدوت (بالفرنسية: Magie Faure-Vidot)‏ (تعرف أحيانًا بـ السيدة. ماغي فيجاي-كومار
أو ماغس السحرية)، هي شاعرة من جزر سيشيل تكتب باللغة الفرنسية وقد نشرت أيضًا أعمالًا بالإنجليزية والكريولية السيشيلية.

## الحياة ومشوارها الأدبي
ولدت ماغي في فيكتوريا عاصمة سيشل، وهي عضو في المعهد الأكاديمي في باريس والأكاديمية الدولية للوتيس. وقد فازت بالعديد من الجوائز خلال مسيرتها المهنية، منها كأس مدينة باريس، وقيثارة الشرف، وست ميداليات فضية والعديد من الميداليات البرونزية في مختلف المسابقات الأدبية الدولية، وقد مثلت وطنها في العديد من مهرجانات الشعر الدولية والمبادرات الأخرى. تمت مناقشة عملها في دراسات نقدية للأدب السيشيلي. ولقد حققت أيضًا بعض الشهرة باعتبارها مؤدية شفهية.
بعد العيش لبعض الوقت في الولايات المتحدة ولبنان وإنجلترا وإيطاليا وفرنسا، عادت ماغي إلى جزر سيشل. وهناك شاركت في تأسيس مجلة أدبية على الإنترنت، ودار نشر عبر الإنترنت، وما زالت تديرهما بالاشتراك مع الشاعرة المجرية كارولي ساندور بالاي. تُنشر أعمالها بانتظام في «جريدة سيشيلي الوطنية» وجريدة «الشعب»، وهي رئيسة التحرير ومديرة النشر في «سيباي»، المجلة الأدبية الدولية الوحيدة في سيشيل. كما أنها منخرطة بشدة في الحياة الثقافية لبلدها، وعرض أعمالها في المعارض الفنية للنساء المحليات. نُشرت قصائدها في مختارات الشعر الدولية في الهند. وفي عام 2017، حصلت على جائزة سيشل للفنون المرموقة في الأدب لعملها وإنجازاتها الأدبية المتميزة.